# تل حواصيد
تل حواصيد أو حانوتة كما تعرف محليّاً، قرية سوريّة تتبع إداريّاً لمحافظة حلب منطقة جبل سمعان ناحية تل الضمان، بلغ تعداد سكانها 577 نسمة حسب التعداد السكاني لعام 2004.